# Simulador quântico

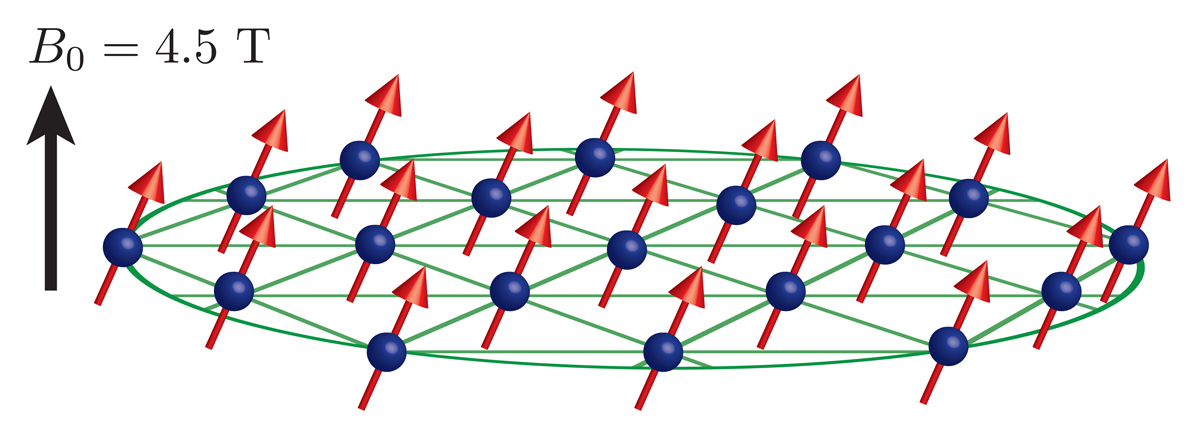
Ilustração do simulador quântico de íons presos: O coração do simulador é um cristal bidimensional de íons de berílio (esferas azuis no gráfico); o elétron mais externo de cada íon é um bit quântico (qubit, setas vermelhas). Os íons são confinados por um grande campo magnético em um dispositivo chamado armadilha de Penning (não mostrado). Dentro da armadilha, o cristal gira no sentido horário. Credito: Britton/NIST

Os simuladores quânticos permitem o estudo de sistemas quânticos difíceis de estudar em laboratório e impossíveis de modelar com um supercomputador. Nesse caso, os simuladores são dispositivos de finalidade especial projetados para fornecer informações sobre problemas físicos específicos.  Os simuladores quânticos podem ser contrastados com computadores quânticos "digitais" geralmente programáveis, capazes de resolver uma classe mais ampla de problemas quânticos. and Richard Feynman in 1982.
A simulação quântica tem o potencial de investigar teorias de gauge em regimes de interação forte, que atualmente são inacessíveis por técnicas numéricas convencionais.